# Исаакий (Белобаев)
Исаакий Белобаев (XVI века) — старец Соловецкого монастыря, осужден на соборе против ереси Матвея Башкина в 1554 году как еретик. В чём конкретно обвинялся старец, неизвестно. Дошедшие до нашего времени источники туманно сообщают: «Нечто къ тому отъ церковныхъ законъ развращающу».
Он был приведён на собор из дальней пустыни Соловецких островов. Его защищал епископ Рязанский Кассиан, но вскоре после этого был разбит параличом, что было воспринято как кара небесная.
Вскоре после собора Исаакий умер.